# Syrakonstant
| Namn         | Formel  | pKa,1 | pKa,2 | pKa,3 |
| ------------ | ------- | ----- | ----- | ----- |
| Salpetersyra | HNO3    | −1,30 |       |       |
| Saltsyra     | HCl     | <0    |       |       |
| Svavelsyra   | H2SO4   | <0    | 1,99  |       |
| Oxoniumjon   | H3O+    | 0,00  | 14,00 |       |
| Oxalsyra     | (COOH)2 | 0,90  | 4,20  |       |
| Fosforsyra   | H3PO4   | 2,16  | 7,20  | 12,35 |
| Kolsyra      | H2CO3   | 6,35  | 10,33 |       |
| Divätesulfid | H2S     | 6,99  | 12,92 |       |
| Borsyra      | H3BO3   | 9,24  |       |       |
| Ammoniumjon  | NH4+    | 9,25  |       |       |
| Kiselsyra    | H4SiO4  | 9,84  | 13,20 |       |

En syrakonstant (Ka eller Ks) är en specifik typ av jämviktskonstant som indikerar hur mycket en syra kan protolyseras (dissocieras), det vill säga hur stor andel av syran som reagerar med vatten och bildar oxoniumjoner (H3O+) i vattenlösning. Ibland beskrivs syrakonstanter som dissociationskonstanter, något oegentligt eftersom det inte finns fria H+-joner i lösningen. Eftersom konstanten varierar mycket i storlek mellan olika syror visas den ofta genom den additiva inversen av dess 10-logaritm, genom symbolen pKa (jämför pH):
pKa = −log10Ka
pKa-värdet motsvarar det pH-värde då syran dissocierat till 50 %, det vill säga då {HA} = {A-}. Starka syror, till exempel svavelsyra, protolyseras nästan helt i vattenlösning och har därmed låga pKa-värden (under 1), medan svaga syror, till exempel ättiksyra, bara protolyseras delvis och har ett högre pKa-värde.
Vidare kan flera syror dissociera i två eller flera steg (två- och flerprotoniga syror) och dessa definieras då av två eller fler pKa-värden, betecknade med siffror, till exempel pKa,1, pKa,2, pKa,3 respektive. För aminosyror används ibland beteckningarna pK1 för karboxylgruppens (–COOH), pK2 för aminogruppens (–NH3+) och pKR för sidokedjans pKa-värde, oavsett om sidokedjans protolyssteg är det andra eller det tredje.
Varje syra har en korresponderande bas med en baskonstant Kb. Produkten av syrakonstanten och baskonstanten är lika med vattnets autoprotolyskonstant Kw, och sålunda är pKa + pKb = pKw. Därför uppges som regel endast pKa-värden i tabellverk.
pKa-värden används bland annat vid beräkningar av pH i buffertlösningar, för att bestämma deras buffertkapacitet och för att utreda optimala betingelser för titreringar.

## Definition av syrakonstanten
För en enprotonig syra, det vill säga för en syra HA som dissocierar i endast ett steg, kan vi skriva följande generella jämviktsreaktion, med jämviktskonstanten Ka:
{\displaystyle {\mbox{HA}}\rightleftharpoons {\mbox{H}}^{+}+{\mbox{A}}^{-}\qquad ;\qquad K_{\mathrm {a} }}
Av den allmänna definitionen av jämviktskonstant följer att:
{\displaystyle K_{\mathrm {a} }={\frac {\{{\mbox{H}}^{+}\}\cdot \{{\mbox{A}}^{-}\}}{\{{\mbox{HA}}\}}}}
En tvåprotonig syra H2A dissocierar i två steg. Det första steget skrivs:
{\displaystyle {\mbox{H}}_{2}{\mbox{A}}\rightleftharpoons {\mbox{H}}^{+}+{\mbox{HA}}^{-}\qquad ;\qquad K_{\mathrm {a} ,1}}
där Ka,1 definieras på motsvarande sätt som för en enprotonig syra, nämligen:
{\displaystyle K_{\mathrm {a} ,1}={\frac {\{{\mbox{H}}^{+}\}\cdot \{{\mbox{HA}}^{-}\}}{\{{\mbox{H}}_{2}{\mbox{A}}\}}}}
Det andra steget kan skrivas på två sätt; antingen utgår man från HA-:
{\displaystyle {\mbox{HA}}^{-}\rightleftharpoons {\mbox{H}}^{+}+{\mbox{A}}^{2-}\qquad ;\qquad K_{\mathrm {a} ,2}}
där Ka,2 definieras som:
{\displaystyle K_{\mathrm {a} ,2}={\frac {\{{\mbox{H}}^{+}\}\cdot \{{\mbox{A}}^{2-}\}}{\{{\mbox{HA}}^{-}\}}}}
Alternativt kan man utgå från H2A och man får:
{\displaystyle {\mbox{H}}_{2}{\mbox{A}}\rightleftharpoons 2{\mbox{H}}^{+}+{\mbox{A}}^{2-}\qquad ;\qquad \beta _{2}}
Jämviktskonstanten benämns i litteraturen ofta som β så fort två eller fler vätejoner är inblandade i reaktionen. Konstanten β2 definieras som:
{\displaystyle \beta _{2}={\frac {\{{\mbox{H}}^{+}\}^{2}\cdot \{{\mbox{A}}^{2-}\}}{\{{\mbox{H}}_{2}{\mbox{A}}\}}}}
Syrakonstanterna för tre- och fyraprotoniga syror definieras på motsvarande sätt.